# Schönau an der Triesting
Schönau an der Triesting é um município da Áustria localizado no distrito de Baden, no estado de Baixa Áustria.